# SmartkidZ
SmartkidZ was een kennisquiz voor kinderen uit groep 8 die sinds 31 januari 2005 op Zappelin elke werkdag werd uitgezonden door de AVRO. Het programma werd gepresenteerd door Marcel Kuijer en Renate Schutte. 
Het spel bestond uit drie ronden waarin de algemene ontwikkeling en het logisch denken van twee kandidaten werden getest.